# Тернівський кратер
Терні́вський кра́тер — метеоритний кратер в Україні. Розташований на місці балки Червона Північна, частково на території Криворізького району та у Тернівському районі міста Кривий Ріг.
Його діаметр становить 11 км, вік — 280 (±10) мільйонів років (пермський період). Вкритий товщею осадових порід.